# 藤原道経 (和泉守)
藤原 道経（ふじわら の みちつね）は、平安時代後期の貴族・歌人。藤原北家道綱流、丹波守・藤原顕綱の子。官位は従五位上・和泉守。

## 経歴
官歴については、寛治7年（1093年）から永長元年（1096年）頃に和泉守であったこと以外は不明である。
康和5年（1103年）12月9日、藤原忠実の子・威徳が名を忠通と改め童殿上した日の結鬟役を務めている。
歌人としては、忠通家歌壇の常連であった他、おじにあたる六条藤家の藤原顕季が関係する歌合に多く出詠しており、顕季が元永元年（1118年）6月に催した人麿影供にも臨席している。一方で、御子左家の藤原俊成の大おじでもあり、俊成が保延4年（1138年）に藤原基俊に弟子入りする際の仲立ちとなっている。
「金葉集」以下の勅撰集に19首入集している。
なお、住吉社神主津守国冬が「歌人の多くは当社の御眷属となっており、和泉守道経が鬼形で紙筆を持ち、外の斎垣の北西角の壇上に、西を向いて座っているのが見えたという言い伝えがある」と語ったという話が『井蛙抄』にある。

## 系譜
『尊卑分脈』による。
- 父：藤原顕綱
- 母：藤原隆経の娘
- 妻：相模守藤原清家もしくは菅原清房（菅原定義の子）の娘
  - 男子：藤原兼忠（従五位下・陸奥権守）
- 妻：但馬守橘則隆の娘
  - 男子：増季または増秀 - 園城寺阿闍梨
- 生母不明の子女
  - 男子：行雅 - 園城寺阿闍梨
  - 男子：道源 - 延暦寺阿闍梨